# 春晓油气田
春晓油气田（日本稱之為「白樺油氣田」（白樺ガス田））是中国在东海大陆架盆地西湖凹陷中开发的一个大型油气田，位于浙江宁波东南约350公里，探明的天然气储量达700亿立方米以上，由中国海洋石油总公司和中国石油化工集团公司投资建设。

## 歷史
中国从1974年开始就在东海进行石油、天然气勘测，并发现了多个油田。1995年3-6月間，新星公司在春晓地区试钻探成功，並發現十多處含油、氣構造。
由于中海油对于中国海洋石油、天然气资源有专营权，所以此后该地区的油田建设转由中海油负责，新星公司也于2000年被中海油收购。

## 东海油气田争议
2003年5月，日本提出，由于春晓气田距离“中日中间线”仅5公里，因此在该地区的大规模开采会导致吸聚效应，由此日方利益会受到损害，因此日本抗议中国的单方面行动，要求中国停止开发。中国方面则并不承认“日中中间线”的合法性，指两国专属经济区的分界线应处于中琉界沟。8月19日，中海油、中石化、壳牌公司、优尼科石油公司等五家石油企业在北京签署了包括春晓油气田在内的西湖凹陷作业合同，宣布联合开发东海油气资源。
2004年6月，日本外相川口顺子提出中日应合法开发东海资源，7月，日本派出测量船在日本主张的“日中中间线”日方一侧探测资源。8月，韩国现代重工业株式会社开始为春晓油气田项目铺设管道，全长470公里。2005年2月，日本再次敦促中国停止该项目，遭到中国明确拒绝。4月，日本政府批准民间企业前往东海开采石油。
2005年10月，春晓油气田建成，日处理天然气910万立方米，目前主要供宁波市区使用，将来扩产后该气田所产天然气将延伸至上海等地。
2008年6月18日，中国外交部发言人姜瑜宣布中日兩国就东海油气田问题达成原则共识：除在东海选择一个区块进行共同开发外，日本企业还将依据中国法律参与合作开发春晓油气田。
2010年9月17日，日本外相岡田克也在卸任前做最後一次“外務報告”時证实，中国已对春晓油气田进行钻井器材搬运工作。

## 现状
《中国石油石化》杂志2011年第18期的文章称：
因为日本的阻扰，2005年至今，投资数亿、数十亿元建成的春晓平台已搁置六年之久，中方不仅没有收获一桶油气，而且每年还要投入大量资金对设施和设备进行维护保养。
《解放军报》2011年5月文章称：
海监队员告诉记者，高高的春晓平台竖起来了，但没有进行实质性开发。
可知，目前春晓油气田由于日本的领土争议，应该暂时处于废弃状态，已经停产19年。